# Luis Alén Lascano
Luis Celestino Alén Lascano (Santiago del Estero, 10 d'octubre de 1930 - Santiago del Estero, 25 de setembre de 2010) va ser un historiador argentí que va publicar gran quantitat de treballs sobre la història de la província de Santiago del Estero, així com sobre la història de l'Argentina en general.

## Biografia
De formació autodidacta, va començar la seva carrera com a periodista molt jove, però per mèrit propi va arribar a ser nomenat professor en diversos col·legis d'educació secundària i més tard a la Universitat Nacional de Santiago del Estero (UNSE). Va formar part de l'Institut d'Investigacions Històriques Juan Manuel de Rosas, de l'Acadèmia Nacional de la Història de la República Argentina i de l'Institut Nacional Sanmartinià.
Partidari de l'agrupació Força d'Orientació Radical de la Jove Argentina (FORJA), a diferència dels seus membres més notables, no es va unir al peronisme sinó que va ser candidat a diputat nacional per la Unió Cívica Radical (UCR) el 1954 i 1958. Va ser membre de la Convenció Nacional Constituent el 1957 i diputat provincial durant el període 1963-1966.
En el seu rescat de la història de Santiago del Estero, en la qual va incloure al cabdill Juan Felipe Ibarra, injuriat fins llavors per tota la historiografia, fins i tot per la historiografia de Santiago del Estero, va compartir el seu treball en diverses oportunitats amb altres historiadors notables com Orestes Di Lullo o Alfredo Gargaro. El seu llibre Història de Santiago del Estero (1992), és generalment reconeguda com una font ineludible de consulta sobre la història d'aquesta província.
També va passar per la televisió, conduint el primer programa emès des de Santiago del Estero per a tot el país a través de Canal 7, denominat Parlem de folklore.

## Obra escrita
- Pueyrredón, el mensajero de un destino (1951)
- Ricardo Rojas (1958)
- Hispanoamérica en el pensamiento de Irigoyen (1959)
- Imperialismo y comercio libre (1963)
- Juan Felipe Ibarra y el federalismo del norte (1968)
- Pablo Lascano, un precursor de la literatura regional (1969)
- El obraje (1972)
- Andrés Chazarreta y el folclore (1972)
- Homerio Manzi, poesía y política (1974)
- Dependencia y liberación en los orígenes argentinos (1974)
- La Argentina ilusionada (1922-1930) (1975)
- Ricardo Rojas y el país de la selva (1982)
- Yrigoyenismo y antipersonalismo (1986)
- Historia de Santiago del Estero (1992)
- Santiago del Estero, recorrido por una ciudad histórica (en col·laboració, 1995)
- Rosas, el gran americano (1997)
- La narrativa histórica de Santiago del Estero (1998)
- Manuel Gómez Carrillo y Santiago del Estero (2004)
- Semblanza de la vida del doctor Francisco López Bustos (2005)
- Orígenes de Santiago del Estero (2006)
- Folclore santiagueño, estudios y antología (en col·laboració, 2007)

També va publicar diversos articles en diverses revistes, entre elles la revista Todo es Historia, en la qual va publicar:
- Juan Felipe Ibarra, caudillo y fundador, n. 36 (1970)
- Manuel José García, un perfecto caballero británico, n. 40 (1970)
- Los Taboada, n. 47 (1971)
- Artigas, héroe argentino, n. 80 (1974)
- Ricardo Rojas, el hogar paterno, n. 259 (1989)